# Epidendrum maxthompsonianum
Epidendrum maxthompsonianum är en orkidéart som beskrevs av Eric Hágsater och Stig Dalström. Epidendrum maxthompsonianum ingår i släktet Epidendrum och familjen orkidéer.
Artens utbredningsområde är Peru. Inga underarter finns listade i Catalogue of Life.